# Перси Джексон и Похититель молний (саундтрек)
Percy Jackson and the Olympians: The Lightning Thief (Original Motion Picture Soundtrack) — саундтрек к фильму «Перси Джексон и Похититель молний» (2010), основанному на одноимённом произведении из серии приключенческих фэнтезийных романов Рика Риордана «Перси Джексон и Олимпийцы» и являющемуся первой частью серии фильмов о Перси Джексоне. Кристоф Бек написал музыку к альбому, который выходил под лейблом ABKCO. Цифровой релиз саундтрека состоялся 5 февраля 2010 года, а 15 февраля он поступил в продажу в формате компакт-диска. Критики положительно оценили музыкальное сопровождение фильма.

## Создание
Кристоф Бек стал композитором фильма благодаря тому, что ранее писал музыку для другой картины Криса Коламбуса — «Ночь с Бет Купер» (2009). Коламбус хотел, чтобы в фильме играла «классическая» и «симфоническая» музыка. Исходя из пожеланий режиссёра, Бек написал саундтрек без добавления электронной и синтезаторной музыки. По задумке композитора, взаимоотношения между персонажами выстраивались с помощью мелодий, а не инструментов; духовая музыка сопровождала появление богов. Бек дополнил саундтрек большим количеством «оркестровой музыки», что стало первым случаем в его карьере.

## Список композиций
| №   | Название               | Длительность |
| --- | ---------------------- | ------------ |
| 1.  | «Prelude»              | 2:29         |
| 2.  | «The Minotaur»         | 5:09         |
| 3.  | «Chiron»               | 2:02         |
| 4.  | «Victory»              | 1:32         |
| 5.  | «The Fury»             | 2:16         |
| 6.  | «Dyslexia»             | 1:02         |
| 7.  | «The Hydra»            | 6:54         |
| 8.  | «Medusa»               | 2:43         |
| 9.  | «Son of Poseidon»      | 1:57         |
| 10. | «The Parthenon»        | 3:42         |
| 11. | «Hollywood»            | 2:32         |
| 12. | «Lost Souls»           | 2:35         |
| 13. | «Fighting Luke, Pt. 1» | 3:54         |
| 14. | «Fighting Luke, Pt. 2» | 2:47         |
| 15. | «Hades»                | 2:47         |
| 16. | «Mount Olympus»        | 1:27         |
| 17. | «Poseidon»             | 3:07         |
| 18. | «Homecoming»           | 3:06         |
| 19. | «End Credits»          | 7:12         |

### Дополнительные композиции
В «Похитителе молний» прозвучали несколько песен популярных исполнителей, которые не вошли в саундтрек:
| №  | Название                         | Музыка                        | Длительность |
| -- | -------------------------------- | ----------------------------- | ------------ |
| 1. | «Highway to Hell»                | AC/DC                         | 3:28         |
| 2. | «I'll Pretend»                   | Dwight Yoakam                 | 2:22         |
| 3. | «A Little Less Conversation»     | Элвис Пресли                  | 3:30         |
| 4. | «Poker Face»                     | Леди Гага                     | 3:58         |
| 5. | «Mama Told Me (Not to Come)»     | Three Dog Night               | 2:58         |
| 6. | «Tik Tok»                        | Кеша                          | 3:21         |
| 7. | «Ain’t That a Kick in the Head?» | Джимми Ван Хьюзен и Сэмми Кан | 2:24         |

## Восприятие
Критики положительно оценили саундтрек к «Похитителю молнии», отметив качество звучания инструментов и композиций Бека. Одним из таких рецензентов был Джонатан Брокстон, который заявил: «Бек написал классическую оркестровую музыку, практически без какой-либо электронной обработки или синтезированных сэмплов, за исключением случаев, когда ему потребовалось подчеркнуть определённые сцены, когда это не удавалось оркестру. Этот акустический подход непременно понравится любителям классической музыки из фильмов»; в то же время Брокстон раскритиковал презентацию альбома и его последовательность. Хизер Ферас из AllMusic отметила: «В данном случае Бек по полной использует потенциал лучших оркестровых музыкантов Голливуда, которые играют весьма масштабную классическую оркестровую партитуру, звучащую на фоне истории подростка, сталкивающегося с олимпийскими богами».
Рецензия Filmtracks.com  гласит: «Партитура „Похитителя молний“, без сомнения, хорошо вписывается в стилистику фильма. Её безопасный гармоничный стиль и консервативная инструментовка соответствуют всем ожиданиям, но не превосходят их. Подобные композиции можно услышать в творчестве композиторов различных фэнтезийных фильмов, от «Битвы титанов» (1981) Лоуренса Розенталя до «Фантастической четвёрки» (2005) Джона Оттмана, не говоря уже о трепещущих ритмах из саундтрека Голдсмита к картине «Звёздный путь» (1979). Бек — один из тех композиторов, которые трудились слишком долго без должного признания». Майкл Куинн из BBC назвал саундтрек «наполненным событиями и красками» и далее добавил: «Бек довольно редко пишет узнаваемые темы, но его музыка хорошо передаёт атмосферу фильма… На первый план выходят героические фанфары духовых инструментов, ритмичные деревянные духовые инструменты, драматическая воинственная перкуссия, парящие и струящиеся струны и эффекты, вызванные столкновением металлических предметов… Музыка не разочаровывает, но в то же время не воодушевляет и не возбуждает». В обзоре IGN о фильме рецензент прокомментировал его музыкальную составляющую: «Музыка Кристофа Бека идеально сочетается с происходящим, благодаря чему некоторые сцены запоминаются».

## Участники записи
В работе над саундтреком приняли участие следующие люди:
Производство
- Композитор – Кристоф Бек.
- Запись – Ной Снайдер, Тим Лаубер
- Сведение - Кейси Стоун
- Мастеринг – Дэйв Коллинз
- Монтажёр – Фернан Бос
- Музыкальный редактор – Майк Кноблох
- Музыкальный координатор – Ребекка Мореллато, Тери Ланди
- Координатор саундтрека – Джейк Монако
- Музыкальное приготовление – Джоанн Кейн, Марк Грэм

Инстременты
- Бас – Брюс Моргенталер, Кристиан Коллгаард, Дэвид Парметр, Дрю Дембовски, Эдвард Мирес, Майкл Валерио, Нико Кармине Абондоло, Оскар Идальго
- Фагот — Аллен Саведофф, Кеннет Мандей, Майкл О’Донован
- Виолончель – Эндрю Шульман, Энтони Кук, Армен Ксаджикян, Сесилия Цан, Дэйн Литтл, Деннис Кармазин, Эрика Дьюк-Киркпатрик, Джордж Ким Скоулз, Стив Эрдоди, Тимоти Ландауэр*
- Кларнет – Дональд Фостер, Ральф Уильямс, Стюарт Кларк
- Флейта – Джеральдин Ротелла, Хизер Кларк, Джеймс Уокер
- Арфа – Джо Энн Туровски
- Горн — Брайан О’Коннор, Дэниэл Келли, Дэвид Дьюк, Джеймс Тэтчер, Дженни Ким, Марк Адамс, Ричард Тодд, Стивен Бекнелл
- Клавишные — Рэнди Кербер
- Гобой - Крис Блет, Джонатан Дэвис, Лесли Х. Рид
- Ударные - Алан Эстес, Грегори Гудолл, Марвин Б. Горди III, Питер Лимоник, Стивен Шеффер, Уэйд Калбрит
- Тромбон — Александр Айлс, Эндрю Маллой, Джордж Тэтчер, Филип Тил, Уильям Бут
- Труба – Барри Перкинс, Джон Льюис, Малкольм Макнаб, Уэйн Бержерон
- Туба – Дуг Торнквист
- Альт – Эндрю Даклс, Брайан Дембоу, Дэррин Макканн, Дэвид Уолтер, Кэтрин Реддиш, Марлоу Фишер, Мэттью Фьюнс, Майкл Новак, Роберт А. Брофи, Роланд Като, Шон Манн, Виктория Мишкольчи

Вокал
- Альт – Алета Брэкстон, Элис Кирван Мюррей, Эмбер Эрвин, Энджи Джари, Синди Буркен, Донна Медин, Дреа Прессли, Эди Леманн Боддикер, Дженнифер Барнс, Карен Харпер, Кимберли Свитцер, Леберта Лораль, Мишель Хеммингс, Нэнси Сулахян, Николь Бейкер, Нике Сент-Клер
- Сопрано – Клер Федорук, Дайан Фрейман Рейнольдс, Элин Карлсон, Элисса Джонстон, Харриет Фрейзер, Дженнифер Грэм*, Джоанна Бушнелл, Карен Уиппл Шнурр, Лесли Лейтон, Лори Моран, Мари Ходжсон, Моник Доннелли, Никки Хассман, Самела Бисом, Тери Койде, Тайлер Азелтон
- Тенор - Оги Кастаньола, Крис Манн, Крис Гэмбол, Джордж Стерн, Джеральд Уайт, Джаспер Рэндалл, Джоди Голайтли, Джонатан Мак, Майкл Лихтенауэр, Шон МакДермотт, Шон Киршнер, Тим Дэвис

Оркестр
- Оркестровка – Кевин Клиш, Джейк Монако, Тим Дэвис
- Дирижёр оркестра – Тим Дэвис
- Подрядчик – Джаспер Рэндалл
- Инженер-постановщик – Дени Сент-Аман
- Режиссёр-постановщик – Доминик Гонсалес, Грег Деннен, Том Стил

Менеджмент
- Деловые отношения (ABKCO) - Питер Ховард
- Деловые отношения (20th Century Fox) – Том Кавано
- Ответственный за маркетинг (ABKCO) – Ирис Кейтель,
- Ответственный за музыку (20th Century Fox) – Роберт Крафт
- Руководитель отдела продаж (ABKCO) – Джо Паркер
- Ответственный за саундтрек (ABKCO) – Алиса Коулман
- Маркетинг (ABKCO) – Майкл Кирк, Трейси Джордан
- Упаковка и дизайн – Дейл Волкер

### Комментарии
1. ↑  Также известный как Percy Jackson: The Lightning Thief (Original Motion Picture Soundtrack)